# Bochum Hauptbahnhof
Bochum Hauptbahnhof vasútállomás Németországban, Bochumban. A német vasútállomás-kategóriák közül a második csoportba tartozik.

## Vasútvonalak
Az állomást az alábbi vasútvonalak érintik:
- Bochum Hbf – Bochum Prinz von Preußen line
- Witten/Dortmund–Oberhausen/Duisburg-vasútvonal
- Bochum–Gelsenkirchen-vasútvonal

## Forgalom

### Stadtbahn
| Járat   | Útvonal | Ütem                                            |
| ------- | --- | ----------------------------------------------- |
| U 35    | CampusLinie: Schloß Strünkede – Herne Bf – Herne Mitte – Archäologie-Museum/Kreuzkirche – Hölkeskampring – Berninghausstraße – Bochum-Rensingstraße – Riemke Markt – Zeche Constantin – Feldsieper Straße – Deutsches Bergbau-Museum – Bochum Rathaus (Nord) – Bochum Hbf – Oskar-Hoffmann-Straße – Waldring – Wasserstraße – Brenscheder Straße – Markstraße – Gesundheitscampus (im Bau) – Ruhr-Universität – Lennershof (BO) – Hustadt (TQ) | 10 perc (Herne–Riemke) 05 perc (Riemke–Hustadt) |
| 302     | Gelsenkirchen-Buer Rathaus – Gelsenkirchen, Veltins-Arena – Gelsenkirchen-Schalke – Gelsenkirchen, Musiktheater – Heinrich-König-Platz – Gelsenkirchen Hbf – Gelsenkirchen-Ückendorf – Bochum-Wattenscheid, August-Bebel-Platz – Bochum, Jahrhunderthalle – Bochum Rathaus (Süd) – Bochum Hbf – Lohring – Bochum-Laer Mitte – Langendreer Markt – Langendreer                                                                                  |                                                 |
| 310     | Bochum-Wattenscheid Höntrop Kirche – Bochum, Jahrhunderthalle – Bochum Rathaus (Süd) – Bochum Hbf – Lohring – Bochum-Laer Mitte – Langendreer Markt – Langendreer | 30 perc                                         |
| 306     | Wanne-Eickel Hbf – Bochum-Hofstede – Bochum-Hamme Amststraße – Bochum Rathaus – Bochum Hbf | 15 perc                                         |
| 308/318 | Hauptlinienweg: Bochum-Gerthe, Schürbankstraße – Bochum-Harpen – Planetarium – Bochum Hbf – Bermuda3eck/Musikforum – Schauspielhaus – Bergmannsheil – Weitmar – Linden Mitte – 308: – Linden Mitte – Hattingen-Winz/Baak – Hattingen Mitte 318: – Linden Mitte – Bochum-Dahlhausen | 10 perc (308) 20 perc (318)                     |
| 310     | Bochum-Wattenscheid Höntrop Kirche – Bochum, Jahrhunderthalle – Bochum Rathaus (Süd) – Bochum Hbf – Lohring – Bochum-Laer Mitte – Witten, Crengeldanz – Witten, Marienhospital – Witten Rathaus –Witten, Bahnhofstraße – Witten, Heven Dorf | 30 perc                                         |

### Regionális
| Járat       | Útvonal | Ütem |
| ----------- | --- | --- |
| RE 1        | NRW-Express: Aachen Hbf – Aachen-Rothe Erde – Eilendorf (csak erősítő vonatok) – Stolberg (Rheinl) Hbf – Eschweiler Hbf – Langerwehe – Düren – Horrem – Köln-Ehrenfeld – Köln Hbf – Köln Messe/Deutz – Köln-Mülheim – Leverkusen Mitte – Düsseldorf-Benrath – Düsseldorf Hbf – Düsseldorf Flughafen – Duisburg Hbf – Mülheim (Ruhr) Hbf – Essen Hbf – Wattenscheid – Bochum Hbf – Dortmund Hbf – Dortmund-Scharnhorst (csak kis forgalom esetén) – Dortmund-Kurl (csak csúcsidőn kívül) – Kamen-Methler (nur SVZ) – Kamen – Nordbögge (nur SVZ) – Hamm (Westf) – Soest – Lippstadt – Paderborn Hbf | 060 perc (Aachen–Hamm) 120 perc (Hamm–Paderborn)                                                                         |
| RE 6        | Westfalen-Express: Düsseldorf Hbf – Düsseldorf Flughafen – Duisburg Hbf – Mülheim (Ruhr) Hbf – Essen Hbf – Wattenscheid – Bochum Hbf – Dortmund Hbf – Kamen – Hamm (Westf) – Heessen – Ahlen (Westf) – Neubeckum – Oelde – Rheda-Wiedenbrück – Gütersloh Hbf – Bielefeld Hbf – Herford – Löhne (Westf) – Bad Oeynhausen – Porta Westfalica – Minden (Westf) | 60 perc |
| RE 11 (RRX) | Rhein-Hellweg-Express: Kassel-Wilhelmshöhe – Hofgeismar – Warburg (Westf) – Willebadessen – Altenbeken – Paderborn Hbf – Lippstadt – Soest – Hamm (Westf) – Kamen – Kamen-Methler – Dortmund Hbf – Bochum Hbf – Wattenscheid – Essen Hbf – Mülheim (Ruhr) Hbf – Duisburg Hbf – Düsseldorf Flughafen – Düsseldorf Hbf A 2018-ös decemberi menetrend alapján | 120 perc (Kassel – Paderborn) 60 perc (Paderborn – Düsseldorf)                                                           |
| RE 16       | Ruhr-Sieg-Express: Essen Hbf – Wattenscheid – Bochum Hbf – Witten Hbf – Wetter (Ruhr) – Hagen Hbf – Hohenlimburg – Iserlohn-Letmathe Flügelung, Zugteil 1: – Letmathe-Dechenhöhle – Iserlohn Zugteil 2: – Altena (Westf) – Werdohl – Plettenberg – Finnentrop – Lennestadt-Grevenbrück – Lennestadt-Altenhundem – Kirchhundem-Welschen Ennest – Kreuztal – Siegen-Weidenau – Siegen Hbf A 2015-ös decemberi menetrend alapján | 60 perc |
| RB 40       | Ruhr-Lenne-Bahn: Essen Hbf – Essen-Kray Süd – Wattenscheid – Bochum Hbf – Witten Hbf – Wetter – Hagen-Vorhalle – Hagen Hbf A 2015-ös decemberi menetrend alapján | 60 perc |
| RB 46       | Glückauf-Bahn: Gelsenkirchen Hbf – Wanne-Eickel Hbf – Bochum-Riemke – Bochum-Hamme – Bochum West – Bochum Hbf Stand: Fahrplanwechsel Dezember 2014 | hétfőtől péntekig: 30 perc szombat és vasárnap: 60 perc                                                                  |
| S 1         | Solingen Hbf – Solingen Vogelpark – Hilden Süd – Hilden – Düsseldorf-Eller – Düsseldorf-Eller Mitte – Düsseldorf-Oberbilk – Düsseldorf Volksgarten – Düsseldorf Hbf – Düsseldorf Wehrhahn – Düsseldorf Zoo – Düsseldorf-Derendorf – Düsseldorf-Unterrath – Düsseldorf Flughafen – Angermund – Duisburg-Rahm – Duisburg-Großenbaum – Duisburg-Buchholz – Duisburg-Schlenk – Duisburg Hbf – Mülheim (Ruhr)-Styrum – Mülheim (Ruhr) Hbf – Essen-Frohnhausen – Essen West – Essen Hbf – Essen-Steele – Essen-Steele Ost – Essen-Eiberg – Wattenscheid-Höntrop – Bochum-Ehrenfeld – Bochum Hbf – Bochum-Langendreer West – Bochum-Langendreer – Dortmund-Kley – Dortmund-Oespel – Dortmund Universität – Dortmund-Dorstfeld Süd – Dortmund-Dorstfeld – Dortmund Hbf | 20 perc (Fährt zurzeit nur von Solingen Hbf bis Bochum Hbf, Pendelzüge von Essen-Steele-Ost bis Dortmund Hbf im Einsatz) |

### Távolsági
| Járat    | Útvonal |
| -------- | --- |
| ICE 10   | Berlin Ostbf – Hannover – Dortmund – Bochum – Essen – Duisburg – Düsseldorf – Köln/Bonn Flughafen                                                                                 |
| ICE 41   | Dortmund – Bochum – Essen – Duisburg – Düsseldorf – Köln Messe/Deutz – Frankfurt Flughafen – Frankfurt – Würzburg – Nürnberg – München                                            |
| ICE 42   | Dortmund – Bochum – Essen – Duisburg – Düsseldorf – Köln – Siegburg/Bonn – Frankfurt Flughafen – Mannheim – Stuttgart – München                                                   |
| ICE 47   | Dortmund – Bochum – Essen – Duisburg – Düsseldorf – Köln Messe/Deutz – Frankfurt Flughafen – Mannheim – Stuttgart                                                                 |
| IC/EC 30 | (Westerland –) Hamburg-Altona – Münster – Dortmund – Bochum – Essen – Duisburg – Düsseldorf – Köln – Koblenz – Mannheim – Stuttgart / (– Freiburg – Basel – Zürich – Chur)        |
| IC/EC 32 | (Berlin Südkreuz – Hannover –) Dortmund – Bochum – Essen – Duisburg – Düsseldorf – Köln – Koblenz – Mannheim – Stuttgart (– Lindau – Innsbruck / München – Salzburg – Klagenfurt) |
| IC 55    | Leipzig – Magdeburg – Hannover – Dortmund – Bochum – Essen – Duisburg – Düsseldorf – Köln                                                                                         |

Itt nem szerepelnek a szokásos útvonalaitól eltérő egyéb vonatok, csakúgy, mint a csak hétvégén szolgáló vonatok.

## Kapcsolódó állomások
A vasútállomáshoz az alábbi állomások vannak a legközelebb:
- Essen Hauptbahnhof
- Dortmund Hauptbahnhof
- Bahnhof Bochum West
- Bochum-Ehrenfeld station (Solingen Hauptbahnhof, S1)
- Bahnhof Bochum-Langendreer West (Dortmund Hauptbahnhof, S1)